# Phyllotocus australis
Phyllotocus australis är en skalbaggsart som beskrevs av Jean Baptiste Boisduval 1835. Phyllotocus australis ingår i släktet Phyllotocus och familjen Melolonthidae. Inga underarter finns listade i Catalogue of Life.